# 엑터 카운티 콜리시엄
엑터 카운티 콜리시엄(Ector County Coliseum)는 미국 텍사스주 오데사에 위치한 실내 경기장이다. 과거 CHL 오데사 잭카로프즈의 홈경기장으로 사용했다.